# Panarabizam
Panarabizam je arapski pan-pokret koji je bio vrlo utjecajan u 20. stoljeću i koji je težio političkom i kulturnom ujedinjenu Arapa, poslije dijeljenja arapskog svijeta u više od 20 različitih država, od stane kolonizatora. Slični pokreti koji su se pojavili u drugim krajevima svijeta bili su panafrikanizam i paneuropizam. 
Islam igra vrlo važnu ulogu u ovom pokretu, kao uostalom u svim arapskim nacionalističkim pokretima, no islamizam je jedna druga politička struja na Bliskom istoku.

## Panarabizam i arapski nacionalizam
Arapsko zajedništvo stoji u centru panarabizma, međutim to nije sinonim onom što se obično naziva "arapski nacionalizam", koji nastoji ponovno stvoriti i unaprijediti neovisne nacionalne države u prijašnjem koloniziranom arapskom svijetu. Panarabizam međutim naglašava da je cijeli arapski svijet jedna nacija, watan, i pokret ima više-manje cilj opsežnog udruživanja arapskih država. Nekad se i panarabizam i regionalni arapski nacionalizam nazivaju "arapskim nacionalizmom" (qawmîya); kao na primjer na arapskom kongresu u Bruxellesu 1938., kada se pojam panarabizam počinje koristiti. U stvarnosti osobe ili države se mogu pozivati na regionalni arapski nacionalizam i panarabizam, ili samo na jedan od ova dva pojma. Nasuprot panislamizmu, panarabizam želi doći do svog cilja ne gledajući na denominacijske odnose.
1938. je zaključeno da panarabizam nije nužno povezan s nekom političkom ideologijom, no u praksi on se spominje često uz pojam tzv. "arapskog socijalizma". Kao pravilo panarapski pokret je neprijateljski orijentiran prema Izraelu, čiji nastanak 1948. je geografski podijelio arapski svijet u dva dijela, i cionizmu, koji se smatra kolonijalnim projektom. Habib Bourguiba tadašnji lider Tunisa, bio je međutim neutralan u palestinskom konfliktu.
Još prije nastanka izraelske države 1948., dok je kolonijalizam još uvijek bio zbilja, panarapski predstavnici govorili su o jedinstvu "koje neće dozvoliti razilazak ili podjelu, svetog nasljeđa i da nije moguće od toga odstupiti ni pedalj".

## Etničke, vjerske i političke suprotnosti
Panarabizam se susreće s brojnim problemima. U dosta arapskih država još od pamtivijeka su tu živjele i druge etničke ne-arapske grupe, i pored ostataka europskih konlonizatora tu se mogu naći Asirci, Židovi, Kurdi, Perzijanci, turski narodi i mnogi drugi.
Nacionalizam u arapskom svijetu nije homogen. U početku je došlo do stvaranja arapskog nacionalizma u Osmnalijskom carstvo, usporedo s turskim nacionalizmom, i imao je cilj pronaći kulturnu osnovu za narode čiji suverenitet je bio ugrožen na ovom prostoru.
Egipatski nacionalizam, koji nastaje u 19. stoljeću za vrijeme britanske vladavine, poistovjećuje naciju s kulturnim utjecajem iz Grčke kao i naslijeđem iz faraonskih pravremena, i sadržavao je više-manje jaku želju za autonomijom i neovisnosti.
U Tunisu se pojavljuje nacionalizam oko 1907. s tzv. "mladotunižanima", otprilike istovremeno kao i u Alžiru s "mladoalžircima"; oba su činili mali kružoci obrazovanih Arapa koji su željeli napredovati u karijeri i nastaviti nacionalnu suradnje s Francuskom, ali i jedno moderno arapsko društvo unutar države. Jedan puritanski arapski nacionalizam, zbog religijskih osnova, nastao je istovremeno u Maroku.
Poslije neovisnosti od kolonizatora poslije Drugog svjetskog rata, arapski nacionaliam kao i panarabizam dobiva primjese socijalizma, pošto je ova ideologija bila ona koje su gerile podržavale.
Pored toga došlo je do konflikata između nacionalističkih i socijalističkih država, kao i kraljevina u arapskom svijetu, kao jedna paralela s političkim razlikama između paktova u hladnom ratu. Istovremeno dolazi do sukoba između panarabizma i regionalnog nacionalizma, prvenstveno u Magrebu, koji se djelomice identificirao s francuskim i afričkim kulturnim nasljeđem.

## Panarapski pokreti i grupacije
Panarapska ideja stvorena je 1936. od strane tzv. arapskog pakta između Saudijske Arabije, Iraka i Jemena, kao i prijateljskim ugovorom između Saudijske Arabije i Egipta iste godine.
Najistaknutiji arapsko-nacionalistički političar bio je egipatski predsjednik Nasser, no panarabizam je odigrao važnu ulogu u većini arapskih zemalja, koji ako nije imao za cilj stvaranje jedne velike arapske države, onda kao ekonomskog i političkog saveza.
Poslije Nasserove smrti došlo je do jače suradnje između arapskih zemalja, ali sekularni panarabizam počinje dobivati konkurenciju u islamu i religioznim zahtjevima za specifičnim islamskim pravnim sustavom.
Najvažnija politička stranka s panarapskom ideologijom je Bath partija, koja igra važnu ulogu još od 1950-ih. Spomenuta stranka bila je na vlasti npr. u Siriji, Iraku i Libiji, što je između ostalog dovelo do stvaranja kratkoročne unije između Egipta i Sirije 1958. – 1961., zvane Ujedinjena Arapska Republika, kao i nekoliko pokušaja stvaranja unija između drugih država.
Poslije Nasserove smrti dolazi do stvaranja OAPECa, koji je imao političko značenje. Povećani pristup radiju i arapskim tv programima, kao i avio putovanja, doprinose jačanju zajedničke arapske kulture i panarabizam dobiva na jakosti.
S druge strane konflikti unutar arapskog svijeta utjecali su negativno na panarapsku suradnju, npr. konflikt o Zapadnoj Sahari, dalje konflikt između šija muslimana i sunita te konflikti u Libanonu.
1945. dolazi do osnivanja Arapske lige koja se odlučno suprotstavlja cionističkoj ideji o stvaranju židovske države u Palestini. Arapska liga bila je pod velikim pritiskom zbog neuspjeha u ratu protiv Izraela 1948.
Arapska liga u koju ulaze 22 države koje pokušava koordinirati tim državama i politički je rezultat panarabizma. Jedan zajednički panarapski projekt u zadnje vrijeme je i Magrebska unija u Sjevernoj Africi.